# A. J. Cronin
 (juillet 2016).
Pour les articles homonymes, voir Cronin.
Archibald Joseph Cronin (19 juillet 1896 - 6 janvier 1981), qui signe ses œuvres A. J. Cronin, est considéré comme un des plus grands écrivains écossais. Plusieurs de ses ouvrages sont considérés comme des chefs-d'œuvre, en particulier La Citadelle et surtout Les Clés du royaume.
Écossais catholique avec des origines irlandaises et une mère protestante, orphelin de père à sept ans, brillant élève, il est d'abord médecin des pauvres en milieu industriel, puis a une brillante clientèle à Londres. Son itinéraire et ses origines inspirent nombre de ses personnages romanesques. Au-delà des personnages, ses romans contiennent de nombreux éléments autobiographiques, tels que le lieu où se déroule La Citadelle, l'un de ses plus grands succès.

## Biographie

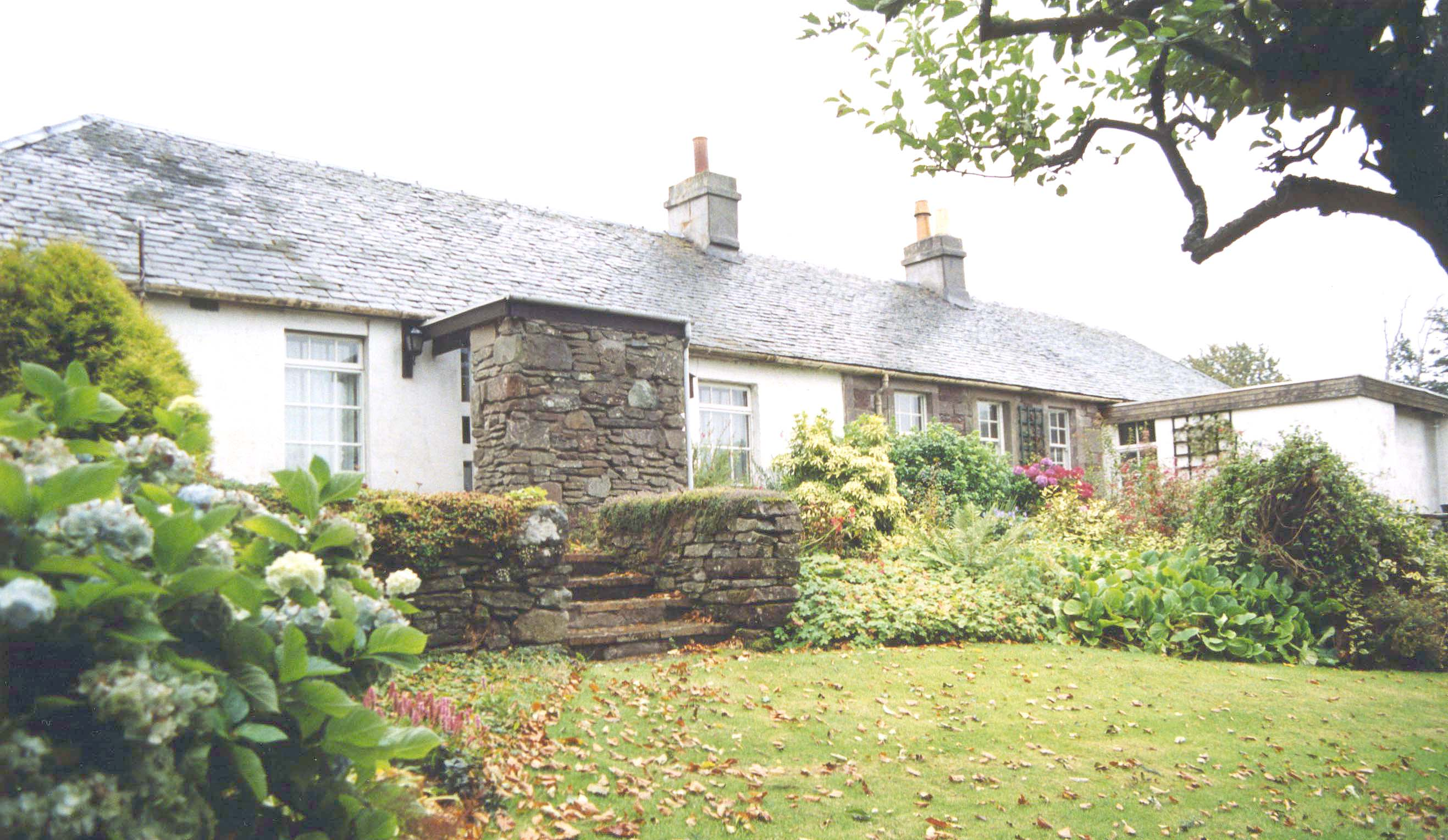
Maison natale de Cronin.

A. J. Cronin est né dans la maison Rosebank (Rosebank Cottage) à Cardross, dans le Dunbartonshire (aujourd'hui dans l'Argyll and Bute) en Écosse. Il est le fils de Patrick Cronin, agent d'assurances et représentant de commerce, catholique d'origine irlandaise, et de Jessie Cronin née Montgomerie, protestante, fille d'un chapelier.
Archibald a sept ans lorsque son père meurt de tuberculose. Il déménage alors avec sa mère chez ses grands-parents maternels, à Dumbarton en Écosse. Sa mère devient la première femme inspectrice de santé en Écosse. Il est un élève précoce, remporte de nombreux prix et se distingue aussi en athlétisme et en football.
Il devient médecin des pauvres dans une région industrielle du Pays de Galles, puis inspecteur des mines en 1924. Après sa thèse sur les anévrismes (1924), il s'installe à Londres avec une brillante clientèle. Un repos forcé lui donne alors l'occasion d'écrire en 1931 son premier roman, Le Chapelier et son château. Il publie ensuite une vingtaine de romans. Il écrit principalement des romans tragiques.
A. J. Cronin demeure l'un des romanciers les plus traduits, les plus diffusés, les plus adaptés par le cinéma et par la télévision, dont : The Citadel (La Citadelle, 1937 ; film de King Vidor en 1938), The Stars Look Down (Sous le regard des étoiles, 1935 ; film de Carol Reed en 1939), The Keys of the Kingdom (Les Clés du royaume, 1941 ; film de John M. Stahl en 1944). On pourrait le rapprocher d'autres médecins écrivains à succès de la même époque comme Frank G. Slaughter, Lloyd C. Douglas ou André Soubiran.
L'un de ses fils, Vincent Cronin, est également écrivain. Son épouse Agnès Mary est décédée le 10 juin 1981 à 83 ans.

## Œuvres

### Romans
(Par ordre de publication originale)
- Le Chapelier et son château (Hatter's Castle, 1931), Albin Michel, 1940
- Trois Amours (Three Loves, 1932), Albin Michel, 1941
- Aux Canaries (Grand Canary, 1933), Albin Michel, 1938
- Sous le regard des étoiles (The Stars Look Down, 1935), Albin Michel, 1937
- La Dame aux œillets (Lady with Carnations), collection pourpre, 1941 et Éditions de la paix, 1945
- La Citadelle (The Citadel, 1937), Albin Michel, 1938
- Sœurs (Vigil in the Night, nouvelle, 1939), Éditions de la paix, 1947
- Les Années d'illusion (The Valorous Years, 1940), Albin Michel, 1952
- Les Clés du royaume (The Keys of the Kingdom, 1941), Albin Michel, 1959
- Les Vertes Années (The Green Years, 1944), Éditions de la paix, 1946
- Le Destin de Robert Shannon (Shannon's Way, 1948), Albin Michel, 1949
- Le Jardinier espagnol (The Spanish Gardener, 1950), Albin Michel, 1951
- Deux Sœurs (The Sisters, 1952), Albin Michel, 1961. Réécriture et réédition de Sœurs, 1947, Éditions de la paix
- L'Épée de justice (Beyond This Place, 1953), Albin Michel, 1954
- La Tombe du croisé (Crusader's Tomb ; A Thing of Beauty, 1956), Albin Michel, 1956
- La Lumière du nord (The Northern Light, 1958), Albin Michel, 1958
- Étrangers au paradis (The Native Doctor, 1959), Albin Michel, 1961
- L'Arbre de Judas (The Judas Tree, 1961), Albin Michel, 1962
- Le Signe du caducée (A Song of Sixpence, 1964), Albin Michel
- La Misère et la Gloire (A Pocketful Of Rye, 1969), Albin Michel, 1970
- La Neige enchantée (Enchanted Snow, 1971), Albin Michel, 1977
- Gracie Lindsay, Albin Michel, 1973
- Le Chant du paradis (The Minstrel Boy, 1975), Albin Michel, 1976
- Le Porte-bonheur (nouvelles), 1975
- L'Aventure de Bryan Harker, Albin Michel, 1978

### Autres œuvres
- Chairs vives ou Kaléidoscope (Kaleidoscope in 'K', 1933), Éditions de la paix, 1946
- Les Confidences d'une trousse noire (Adventures of a Black Bag, 1943), Éditions de la paix, 1948
- Sur les chemins de ma vie (Adventures in Two Worlds, 1952), autobiographie, Albin Michel, 1953 ; paru dans la Bibliothèque Verte sous le titre Sur les chemins de l'aventure, 1962 no 175
- Nouvelles Confidences d'une trousse noire (Further Adventures of a Black Bag), 1964
- Les hommes proposent (Jupiter Laughs), pièce en 3 actes, 1940

## Adaptations

### Cinéma
- Aux Canaries par Irving Cummings, 1934
- La Citadelle par King Vidor, 1938
- Sous le regard des étoiles par Carol Reed, 1939
- Vigil in the Night par George Stevens, 1940
- Le Chapelier et son château par Lance Comfort, 1941
- Shining Victory (d'après Les Hommes proposent) par Irving Rapper en 1941
- Les Clés du royaume par John M. Stahl, 1944
- Les Vertes Années par Victor Saville, 1946
- L'amour ne meurt jamais (d'après Les Hommes proposent) par O.W. Fischer, 1955
- Le Jardinier espagnol par Philip Leacock, 1956
- Fils de forçat (d'après Beyond This Place) par Jack Cardiff, 1959

### Télévision
- Les Années d'illusion par Pierre Matteuzzi, 1977